# Piața I.C. Drăgan
Piața I.C. Drăgan este un ansamblu de monumente istorice aflat pe teritoriul municipiului Lugoj.
Până în 1948 piața a purtat nume precum Izabella Tér (Piața Isabella), Marktplatz, Piața Regina Maria și Piața Unirii. Primul nume din listă i-l datorește Reginei Isabella a Ungariei, cea care a dat prima stemă a orașului înălțat la rang de „Civitas Reginalis”.
Piața își poartă actualul nume din anul 2001 când numele Piața Republicii, pe care îl purtase din 1948, est abandonat în favoarea noului nume pe care i-l datorește omului de afaceri născut la Lugoj Iosif Constantin Drăgan. Acesta din urmă a contribuit culturii locale prin înființarea, printre altele, a publicațiilor Renașterea bănățeană și Redeșteptarea, a editurilor Nagard și Europa Nova, a Universității Europene "Drăgan" și a postului de radio Nova FM Lugoj.
Piața a fost extinsă în anul 2019, când latura de sud-vest a pieței, parte din strada Avram Iancu, a fost pietonizată. De când lucrarea a fost finalizată porțiunea pietonizată găzduiește mai multe terase. Suprafața cuprinsă între cele patru laturi ale pieței este de exproximativ o jumătate de hectar. 

## Componență

### Latura de sud-vest și partea centrală
Este vorba despre singura porțiune pietonală a pieței. Pe această latură se găsesc : o parte din Palatul Bejan.
Pe latura aceasta se găsește și casa în care și-a petrecut mai multe vacanțe părintele bombei cu hidrogen, Edward Teller.
Partea centrală a pieței este ocupată de Catedrala greco-catolică. În fața ei se află trei monumente de for public : Fântâna cu broaștele, Crucea bătrână, iar mai la dreapta, dar tot în față, statuia episcopului greco-catolic Ioan Bălan orientat spre sud-est.

### Latura de nord-vest
Aici se găsesc actuala clădire a Poliției municipale, care a găzduit fosta primărie a orașului. Pe colț se află o porțiune a Palatului „Poporul”.

### Latura de nord-est
Este ocupată de Fosta prefectură a Comitatului Caraș-Severin actualmente cunoscut sub denumirea Palatul Lugoj și funcționează drept mall.

### Latura de sud-est
Latura de sud-est a pieței este întreruptă de strada Aurel Popovici, creând astfel două segmente, cu cinci, respectiv trei fațade, dacă parcurgem latura dinspre Vechea Prefectură înspre Timiș.
Segmentul de cinci fațade începe pe colțul cu strada Someșului unde se găsește clădirea în care activa Loja Masonică din Lugoj, cunoscută în trecut cu numele de Palatul Klein (1895) sau Clădirea cu câinele negru, deoarece fațada turnulețului era decorată cu un câine vopsit în negru.
Segmentul de trei fațade începe cu clădirea care adăpostește sediul ziarului Redeșteptarea. Alipit acestei clădiri urmează Casa Frații Deutsch (1895). Șirul de clădiri de pe această latură este terminat de Casa Epstein situat la colțul pieței cu strada Siretului, cunoscut de către localnici în special ca fiind clădirea fostului magazin „Bumbacul”.  

## Imagini

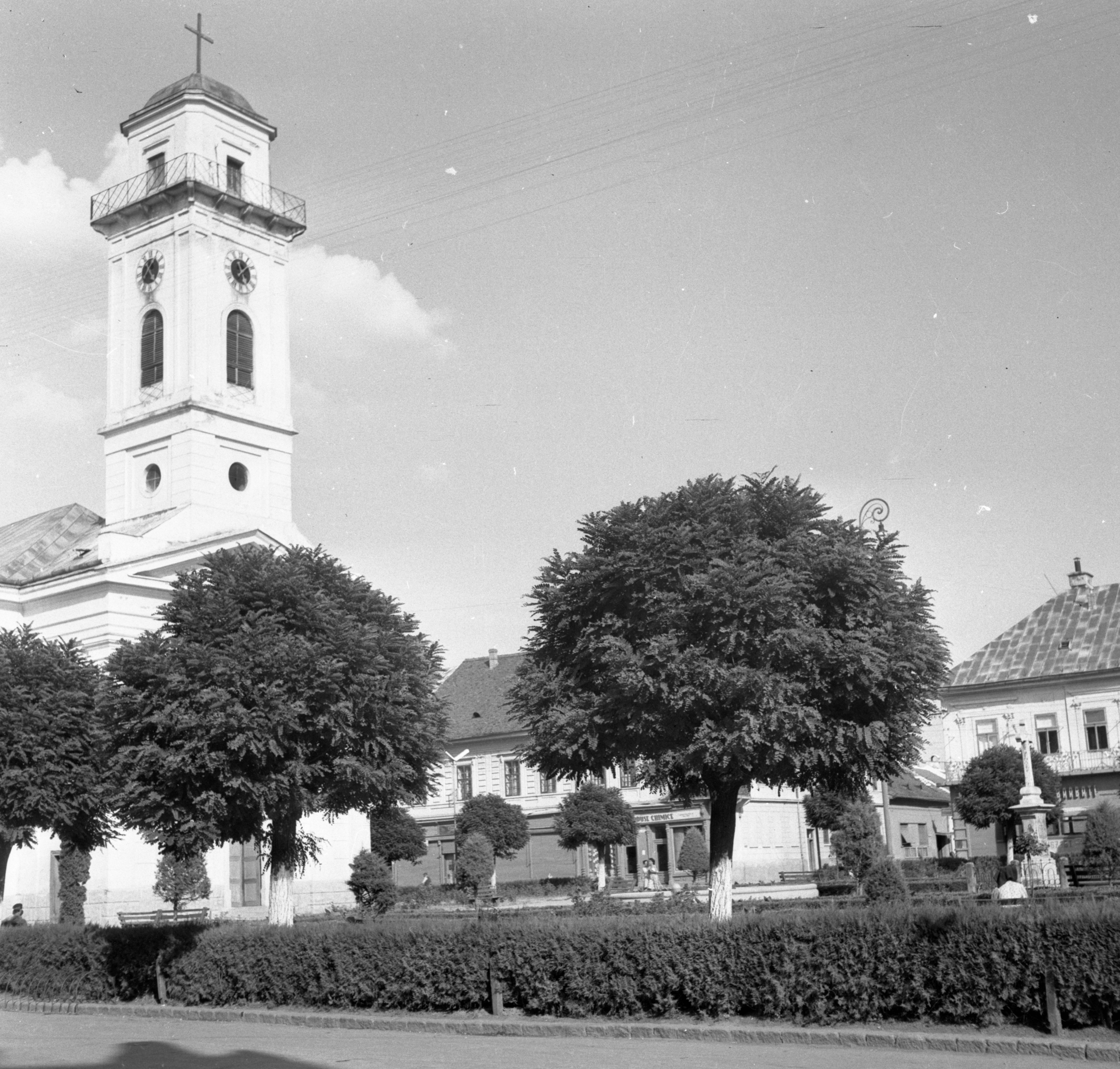
Piața Iosif Constantin Drăgan în 1961. În stânga se poate observa Catedrala greco-catolică.